# Li Na (ciclista)
Li Na (9 de diciembre de 1982) es una deportista china que compitió en ciclismo en la modalidad de pista. Ganó una medalla de oro en el Campeonato Mundial de Ciclismo en Pista de 2002, en la prueba de keirin.

## Medallero internacional
| Campeonato Mundial | Campeonato Mundial   | Campeonato Mundial | Campeonato Mundial |
| Año                | Lugar                | Medalla            | Competición        |
| ------------------ | -------------------- | ------------------ | ------------------ |
| 2002               | Ballerup (Dinamarca) | Medalla de oro     | Keirin             |